# Deklaracja martińska
Deklaracja martińska (właśc. Deklaracja Narodu Słowackiego) – deklaracja wydana przez nowo utworzoną Słowacką Radę Narodową 30 października 1918 roku, ogłaszająca formalne wyzwolenie Słowacji i wolę utworzenia wspólnego państwa federalnego z Czechami (Czechosłowacji).